# Мейфлауэр-Виллидж
Мейфлауэр-Виллидж (англ. Mayflower Village) — статистически обособленная местность, расположенная в округе Лос-Анджелес (штат Калифорния, США) с населением в 5081 человек по статистическим данным переписи 2000 года.

## География
По данным Бюро переписи населения США статистически обособленная местность Мейфлауэр-Виллидж имеет общую площадь в 1,81 квадратного километра, водных ресурсов в черте населённого пункта не имеется.
Статистически обособленная местность Мейфлауэр-Виллидж расположена на высоте 112 метров над уровнем моря.

## Демография
По данным переписи населения 2000 года в Мейфлауэр-Виллидж проживало 5081 человек, 1315 семей, насчитывалось 1825 домашних хозяйств и 1915 жилых домов. Средняя плотность населения составляла около 2954,6 человека на один квадратный километр. Расовый состав Мейфлауэр-Виллидж по данным переписи распределился следующим образом: 66,38 % белых, 1,18 % — чёрных или афроамериканцев, 0,69 % — коренных американцев, 16,55 % — азиатов, 0,18 % — выходцев с тихоокеанских островов, 4,66 % — представителей смешанных рас, 10,35 % — других народностей. Испаноговорящие составили 26,61 % от всех жителей статистически обособленной местности.
Из 1825 домашних хозяйств в 32,9 % — воспитывали детей в возрасте до 18 лет, 56,8 % представляли собой совместно проживающие супружеские пары, в 10,6 % семей женщины проживали без мужей, 27,9 % не имели семей. 22,8 % от общего числа семей на момент переписи жили самостоятельно, при этом 10,9 % составили одинокие пожилые люди в возрасте 65 лет и старше. Средний размер домашнего хозяйства составил 2,78 человека, а средний размер семьи — 3,30 человека.
Население статистически обособленной местности по возрастному диапазону по данным переписи 2000 года распределилось следующим образом: 24,7 % — жители младше 18 лет, 6,6 % — между 18 и 24 годами, 30,3 % — от 25 до 44 лет, 23,8 % — от 45 до 64 лет и 14,6 % — в возрасте 65 лет и старше. Средний возраст жителей составил 38 лет. На каждые 100 женщин в Мейфлауэр-Виллидж приходилось 93,9 мужчины, при этом на каждые сто женщин 18 лет и старше приходилось 90,5 мужчины также старше 18 лет.
Средний доход на одно домашнее хозяйство в статистически обособленной местности составил 55 547 долларов США, а средний доход на одну семью — 63 814 долларов. При этом мужчины имели средний доход в 40 783 доллара США в год против 35 634 доллара среднегодового дохода у женщин. Доход на душу населения в статистически обособленной местности составил 21 790 долларов в год. 6,7 % от всего числа семей в округе и 7,0 % от всей численности населения находилось на момент переписи населения за чертой бедности, при этом 8,1 % из них были моложе 18 лет и 8,7 % — в возрасте 65 лет и старше.